# 都筑信
都筑 信（つづき しん、1943年〈昭和18年〉5月 - ）は日本の地方公務員。埼玉県公営企業管理者、埼玉県副知事、同信用保証協会会長を歴任。瑞宝中綬章受章。

## 人物・経歴
1966年 明治大学法学部卒業。同年4月 埼玉県庁に入庁し、1991年 (平成3年) 4月 廃棄物対策課長、1992年4月 広報広聴課長、1993年4月 報道長、1996年4月 テレビ埼玉に出向し常務取締役、1998年4月 県庁に帰任し県民生活部長、1999年4月 環境防災局長、2001年4月 柿沼トミ子と同職を交代し総務部長、公営企業管理者、2003年10月 同職を田村健次と交代し埼玉県副知事就任。2007年10月 橋本光男を後任として副知事退職。
同年11月 埼玉県信用保証協会会長、2010年5月 同職退任。

## その他役職
- 学校法人文理佐藤学園　理事・評議員[6]

## 栄典
- 2015年11月 秋の叙勲で地方自治功労により瑞宝中綬章を受章[7]